# Jefim Czeriepanow
Jefim Aeksiejewicz Czeriepanow (ros. Ефим Алексеевич Черепанов; ur. 1774, zm. 1842) – rosyjski wynalazca. Ojciec Mirona J. Czeriepanowa. Chłopi pańszczyźniani, uwolnieni za swoje wynalazki. Wraz z synem skonstruował pierwszy w Rosji parowóz z poziomym układem cylindrów i kotle płomienicowym. Polepszyli również proces wytopu miedzi i surówki i m.in. wydobycia metali szlachetnych. Pierwszy rosyjski parowóz został zbudowany przez nich w 1834. Osiągał prędkość jedynie 15 km/h.